# Civitavecchia Calcio 1920
L'A.S.D. Civitavecchia Calcio 1920 è una società calcistica di Civitavecchia. Milita in Eccellenza, quinta serie del campionato italiano di calcio.

## Storia

### Tra le due guerre mondiali
Era il 1920 ed il calcio iniziava ad affacciarsi alla ribalta nazionale, quando a Civitavecchia uno sparuto numero di appassionati diede vita alla Società Sportiva Civitavecchiese, che riuscì ad iscriversi ad un campionato di Terza Divisione. Il battesimo avvenne al Campo Gargana, un campo di gioco posto in fondo a via dell'Immacolata. Di stagione in stagione la popolarità del calcio aumenta, e la Civitavecchiese vince il campionato nella stagione 1921-22 e in seguito nel campionato 1931-32 si aggiudica il diritto di giocare in Prima Divisione.
In tutto questo lasso di tempo la squadra aveva anche trovato una buona sistemazione al Campo Marconi.
La compagine che conquistò il passaggio in Prima Divisione era abitualmente formata da: Cresta, Mattioli, Tirindelli, Pittaluga, Altieri, Fiorucci, Antola, Del Pino, Melchiorri G., Tossio, Melchiorri M.
Negli anni tra il 1933 e il 1935 lo stadio Marconi è chiuso per lavori e la Civitavecchiese disputa tutti gli incontri casalinghi al Campo Gargana. 
Nel 1936 venne inaugurato il nuovo Stadio Comunale (ribattezzato in seguito Stadio Giovanni Maria Fattori in memoria di uno dei più attivi presidenti della Civitavecchiese), con un incontro tra i nerazzurri ed il Cosenza finito in parità. Nella stagione di Serie C 1938-1939 i nerazzurri si avvicinano alla Serie B, ma vennero battuti dalla Maceratese.

### Il passaggio in Prima Divisione

Il Civitavecchia della stagione 1984-1985, durante il decennio di stabile militanza in Serie C2.

Dopo l'interruzione legata alla guerra la Civitavecchiese torna ad affrontare il campionato di Serie C ma nel 1948 retrocede in Promozione. Nella stagione 1957-1958 la Civitavecchiese vince il proprio girone del Campionato Dilettanti e conseguì il risultato più prestigioso della sua storia, battendo il Leffe allo Stadio Olimpico di Roma e diventando Campione d'Italia Dilettanti. A questo grande successo fece però seguito una nuova crisi ed il ritorno in Prima Categoria.
Nel 1970 e dopo 19 anni di storia la Mancini Civitavecchia (vincitrice del campionato Promozione 1969-1970) opera la fusione con la Civitavecchiese (che nella stagione 1967-1968 era tornata in Serie D). La nuova società prese il nome di A.C. Civitavecchia 70 e la sua maglia divenne nero-verde. Successivamente, nel 1973, la denominazione fu definitivamente cambiata in A.C. Civitavecchia 1920 e i colori tornarono ad essere il nero e l'azzurro.
A partire dal 1979 la squadra partecipò al neonato campionato di Serie C2 per 10 stagioni consecutive, abbandonandolo nel 1988 quando retrocedette in Interregionale (Serie D).
In seguito ad un'altra retrocessione nel 1993 il Civitavecchia partecipa al campionato di Eccellenza per la stagione 1993-1994 dove riesce non solo a vincere il campionato, ma conquista anche la Coppa Italia Dilettanti (di Eccellenza), e quindi la promozione in CND.
Fino al 1999 il Civitavecchia tenta invano la promozione in C2, sfiorata solo nella stagione 1994-1995; nel 2000 arriva una forte crisi societaria che porterà la squadra al fallimento nel 2004.

### La nuova era
Dopo il fallimento, nel 2005 Umberto Tersigni opera la rifondazione dell'attuale A.S.D. Civitavecchia 1920. Dopo un campionato di basso profilo in seconda categoria nel 2007 Tersigni acquista il titolo della U.S. Civitavecchiese, appena retrocessa dalla Serie D. 
La stagione 2007-2008 è positiva: il 6 aprile 2008, battendo il Cecchina per 2-0 la squadra neroazzurra, guidata da Paolo Caputo, conquista il primo posto del girone A del campionato di Eccellenza con quattro turni d'anticipo, celebrando il ritorno in Serie D dopo otto anni di assenza. Inoltre il Civitavecchia il 17 maggio 2008 si aggiudica la Supercoppa di Eccellenza contro il Gaeta (squadra vincitrice del girone B), battuto per 4-2 in rimonta.
Nella stagione 2008-2009 viene inserito nel girone G della conquistata Serie D, ma dopo un positivo inizio (12 punti nelle prime 6 gare) la stagione prosegue in maniera decisamente negativa, con un 17º posto finale che porta all'immediato ritorno in Eccellenza.
Dopo una mediocre stagione 2009-2010 nel luglio 2010 il presidente Tersigni decide di affidare la società all'imprenditore Adriano Clemeno. La nuova stagione, seppur non iniziata sotto una buona stella, vede la squadra concludere il campionato al 2º posto. Eliminata in semifinale ai play-off nazionali, viene poi ripescata in Serie D, dove rimase per due stagione prima di retrocedere nuovamente in Eccellenza.
Al termine della stagione 2018-2019, dopo aver disputato e vinto i play-out contro il Montalto, avviene la fusione con l'altra squadra cittadina, la Compagnia Portuale Civitavecchia 2005, neopromossa in Eccellenza, dando vita al nuovo sodalizio A.S.D. Civitavecchia Calcio 1920.

## Palmarès

### Competizioni Nazionali
- Coppa Italia Eccellenza: 2

1993-1994
2022-2023
- Campionato Dilettanti: 1

1957-1958

### Competizioni regionali
- Eccellenza: 2

1993-1994 (girone A), 2007-2008 (girone A)
- Prima Categoria: 2

1959-1960 (girone A), 1966-1967 (girone A)
- Coppa Italia Dilettanti Lazio: 2

1993-1994, 2021-2022

### Competizioni provinciali
- Terza Categoria: 1

2005-2006

### Altri piazzamenti
- Serie C:

Secondo posto: 1938-1939 (girone F)
Terzo posto: 1937-1938 (girone E), 1947-1948 (girone P)
- Serie D:

Secondo posto: 1975-1976 (girone F)
Terzo posto: 1974-1975 (girone F)
Promozione: 1977-1978 (girone F)
- Campionato Nazionale Dilettanti:

Secondo posto: 1994-1995 (girone G)
- Eccellenza:

Secondo posto: 2010-2011 (girone A)
Terzo posto: 2016-2017 (girone A)
- Prima Categoria:

Terzo posto: 1961-1962 (girone A)
- Coppa Italia Dilettanti:

Finalista: 1993-1994
- Coppa Italia Dilettanti Lazio:

Semifinalista: 2019-2020

## Statistiche e record

### Partecipazione ai campionati
| Livello | Categoria                       | Partecipazioni | Debutto   | Ultima stagione | Totale |
| ------- | ------------------------------- | -------------- | --------- | --------------- | ------ |
| 3º      | Seconda Divisione               | 2              | 1926-1927 | 1927-1928       | 17     |
| 3º      | Campionato Meridionale          | 1              | 1928-1929 | 1928-1929       | 17     |
| 3º      | Prima Divisione                 | 3              | 1932-1933 | 1934-1935       | 17     |
| 3º      | Serie C                         | 11             | 1935-1936 | 1947-1948       | 17     |
| 4º      | Seconda Divisione               | 2              | 1930-1931 | 1931-1932       | 29     |
| 4º      | Promozione                      | 4              | 1948-1949 | 1951-1952       | 29     |
| 4º      | IV Serie                        | 1              | 1952-1953 | 1952-1953       | 29     |
| 4º      | Campionato Interregionale       | 1              | 1958-1959 | 1958-1959       | 29     |
| 4º      | Serie D                         | 11             | 1967-1968 | 1977-1978       | 29     |
| 4º      | Serie C2                        | 10             | 1978-1979 | 1987-1988       | 29     |
| 5º      | Campionato Interregionale       | 4              | 1988-1989 | 1991-1992       | 14     |
| 5º      | Campionato Nazionale Dilettanti | 6              | 1992-1993 | 1998-1999       | 14     |
| 5º      | Serie D                         | 4              | 1999-2000 | 2012-2013       | 14     |

Durante le stagioni sportive disputate a livello nazionale, comuni viste con l'affiliazione al DDIS nel 1926. Sono dunque escluse le annate in cui il Civitavecchia partecipò ai tornei regionali.

## Tifoseria

### Storia
La tifoseria di Civitavecchia è sempre stata considerata come una delle piazze più calde dell'alto Lazio, con un pubblico relativamente numeroso se si considera la partecipazione della squadra, ormai da più di 30 anni, ai soli campionati dilettantistici.

### Gemellaggi e rivalità
La tifoseria di Civitavecchia stringe ottimi rapporti di amicizia con i tifosi del Rieti e dell'Ostia Mare. In passato vi furono buoni rapporti di amicizia anche con i tifosi della Lucchese e del Cerveteri, che si sono persi nel tempo.
Per quanto riguardale rivalità, la più accesa è senza dubbio quella contro i "cugini" della Viterbese, rivalità storica. 
Altra rivalità sentita è quella con i tifosi del Ladispoli. Di minore importanza è invece l'inimicizia con i supporters della Casertana.
Le rivalità con Latina, Campobasso, Sambenedettese e Terracina risalgono agli anni novanta e sono ormai sopite.